# Werner Bischof
Werner Bischof (* 26. April 1916 in Zürich; † 16. Mai 1954 in Trujillo, Peru) war ein Schweizer Fotograf und einer der bekanntesten Reportage-Fotografen des 20. Jahrhunderts. Er zählt zu den wichtigsten Vertretern der humanistischen Fotografie und war Mitglied der Fotoagentur Magnum Photos.

## Leben und Werk

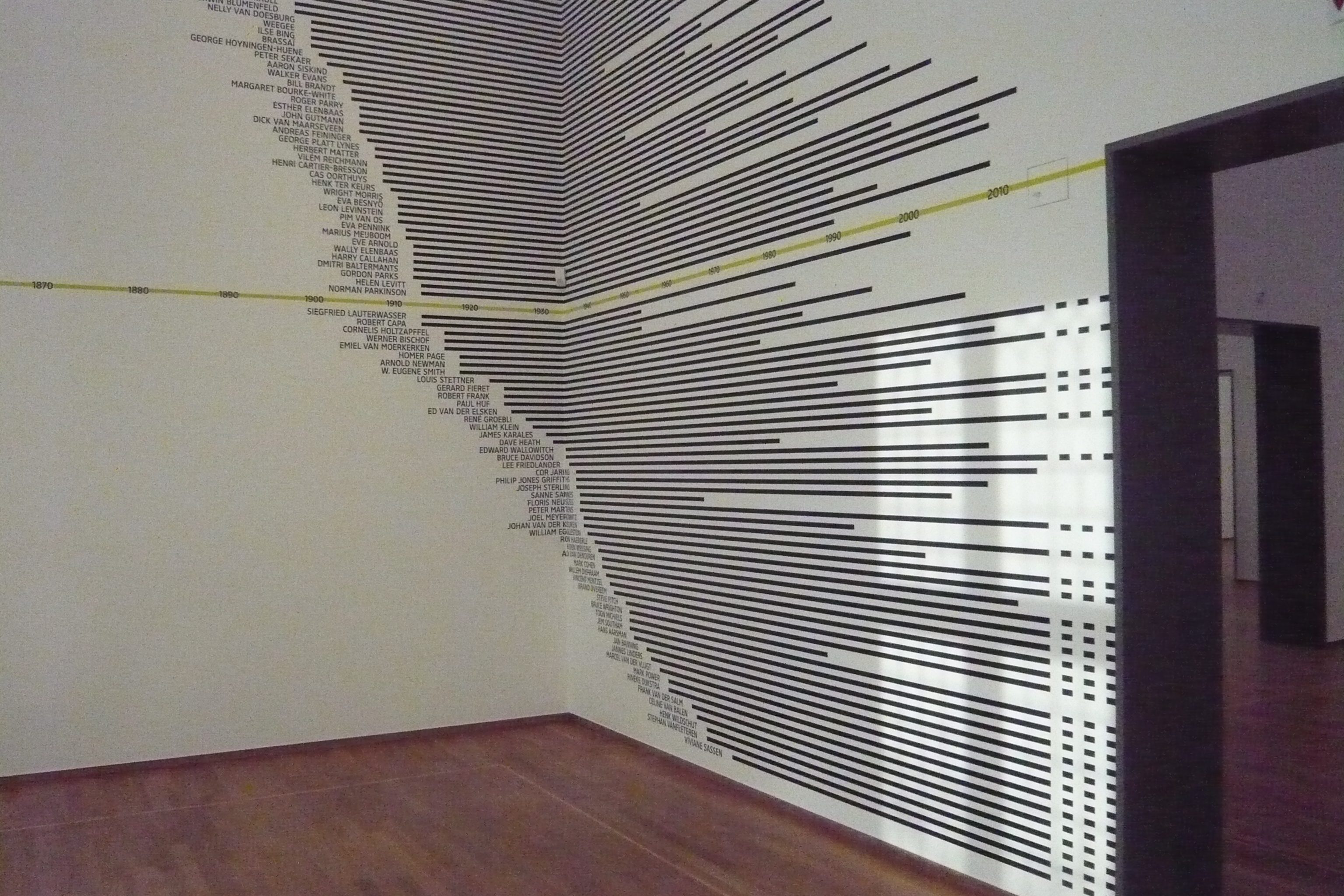
Werner Bischof auf der Zeitleiste der Ausstellung «Modern Times: Fotografien des 20. Jahrhunderts» im Rijksmuseum Amsterdam 2014

Werner Bischof, Sohn des Kaufmanns Albert Bischof und der Maria, geborene Schmid, wuchs gemeinsam mit seiner älteren Schwester Marianne zuerst in Zürich und Kilchberg in der Schweiz auf, verbrachte seine Schulzeit aber in Waldshut. Dort war sein Vater seit 1922 Leiter einer Filiale einer Zürcher pharmazeutischen Fabrik. Diese Zeit war vom frühen Tod der Mutter überschattet. Er besuchte das Lehrerseminar Schiers, um Zeichen- und Sportlehrer zu werden. Mit 16 Jahren wechselte Bischof zum Studium an die Zürcher Kunstgewerbeschule und studierte bei Hans Finsler und Alfred Willimann. 1936 erhielt er sein Diplom mit Auszeichnung als Fotograf und eröffnete nach der Rekrutenschule als Grundausbildung bei der Schweizer Armee in Zürich ein Studio für Mode- und Werbefotografie. Nach Intermezzi als Angestellter bei einem Zürcher Verlag, freischaffender Künstler für die Schweizerische Landesausstellung 1939 und Grafiker in Paris wurde er 1939 zum Militärdienst in der Schweiz eingezogen. In kurzen Phasen zwischen den Militäreinsätzen widmete er sich der Fotografie von Naturmotiven. 1942 publizierte der Gründer und Chefredaktor der damals neuen Monatszeitschrift Du, Arnold Kübler, die ersten Fotografien von Bischof. Im Heft Nummer 4, 1944 veröffentlichte er 18 Fotografien von behinderten Kindern, die Werner Bischof realisiert hatte.
Im Herbst 1945 bereiste er Süddeutschland, Frankreich und die Niederlande und war tief beeindruckt von der Not in den vom Zweiten Weltkrieg stark betroffenen Regionen. Im Auftrag der Schweizer Spende berichtete er über die Hilfe für die Kriegsopfer und das zerstörte Europa.
1948 war er für Time bei den Olympischen Winterspielen in St. Moritz. Im gleichen Jahr wurde er von der neu gegründeten Fotografengenossenschaft Magnum Photos als assoziiertes Mitglied aufgenommen, ein Jahr später als deren Vollmitglied. 1949 wurden seine dokumentarischen Aufnahmen in der Zeitschrift Life veröffentlicht. Im selben Jahr heiratete er Rosellina (1925–1986), mit der er zwei Söhne Marco (* 1950) und Daniel (* 1954) hat. Ab 1951 war er im Fernen und Mittleren Osten unterwegs, wo er Bilder der Hungersnot in Bihar realisierte. Für die Zeitschrift Paris Match war er Kriegskorrespondent im Indochinakrieg. Ende 1951 fotografierte er freiberuflich in Indien und anschliessend in Japan und Korea. 1953 begann er eine für längere Zeit geplante Reise durch den amerikanischen Kontinent. Im darauffolgenden Jahr am 16. Mai 1954 stürzte er zusammen mit dem Geologen Ali de Szepessy-Schaurek in einem Geländewagen, der von einem einheimischen Chauffeur gefahren wurde, am Peña de Aguila in den peruanischen Anden in eine Schlucht, dabei kamen alle drei Insassen ums Leben.
Seine Schwester, Marianne Fiechter-Bischof (1915–2014), war Ärztin an der ersten anthroposophischen Klinik in Arlesheim, Schweiz.

## Betreuung des Nachlasses
Rosellina Bischof verwaltete die Nutzungsrechte an den Fotografien ihres verstorbenen Ehemanns, organisierte und kuratierte Ausstellungen mit seinen Bildern, die teilweise auch als Wanderausstellungen konzipiert waren, und gab Fotobücher mit Werken von Werner Bischof heraus. Sie heiratete später den Fotografen René Burri.
1955 wurde der Fotoband Japon, den seine Witwe, Rosellina Bischof, im Pariser Verlag Edition Delpire herausbrachte, als erstes Buch mit dem Prix Nadar ausgezeichnet.
Nach dem Tod von Rosellina Burri-Bischof im Jahr 1986 übernahm sein Sohn Marco Bischof die Betreuung und Bewirtschaftung seines fotografischen Werks. Zu Bischofs hundertstem Geburtstag 2016 war eine Werkschau im Musée de l’Elysée in Lausanne zu sehen, die u. a. von seinem Sohn kuratiert wurde.

## Werk
In seinem relativ kurzen Leben war Werner Bischof höchst produktiv und engagiert. Er schuf ein Werk von 60'000 Fotografien. Bischof machte sich mit faszinierenden Kompositionen aus Licht und Schatten schon früh als Studio- und Werbefotograf einen Namen. Als er aber nach Ende des Zweiten Weltkriegs das verwüstete Europa bereisen konnte, schilderten seine Bilder mit beklemmender Eindringlichkeit das Leid und die Zerstörungswut des Krieges. Sein Motto wurde nun: «Es kommt nicht darauf an, aus der Fotografie wie im alten Sinne eine Kunst zu machen, sondern auf die tiefe soziale Verantwortung des Fotografen, der mit den gegebenen elementaren fotografischen Mitteln eine Arbeit leistet, die mit anderen Mitteln nicht zu leisten wäre. Diese Arbeit muss das unverfälschte Dokument der zeitlichen Realität werden.» In diesem Sinne schuf Bischof Bilder, die zwar bittere Armut und tiefes Leid zeigen, doch auch Dokumente einer inneren Kraft und Willensstärke der abgebildeten Menschen sind. Die Oberflächlichkeit und Sensationslust des Redaktionsgeschäftes stiessen ihn ab, dennoch wurde er meist in Krisengebiete geschickt. Trotz den äusseren Umständen aber werden in Bischofs Aufnahmen immer die Liebe zum Menschen und die Liebe zur Sache sichtbar. Ästhetisches Gefühl, elementare Formkraft und humanes Engagement verbanden sich bei ihm zu einer inneren Einheit.
Eines seiner berühmtesten Bilder zeigt einen Jungen, der entlang eines Abgrunds schreitend, Flöte spielt. Das Bild nahm Bischof 1954 in Peru auf. Die NZZ nannte das Bild «eine Ikone des Fotojournalismus».
«Werner Bischof war eine Fotografenpersönlichkeit, die nach dem Zweiten Weltkrieg mit dem Auge eines Lyrikers und dem Bewusstsein eines Politikers die Krisenherde dieser Welt fotografierte» schrieb Daniele Muscionico in der NZZ über Bischof.

## Veröffentlichungen
Bücher
- 24 Photos. Einleitung: Manuel Gasser. Kohler, Bern 1946.
- Rosellina Bischof (Hrsg.): Japan. Manesse, Zürich 1954.
  - Japon. Préface: Robert Guillain. Éd. Delpire, Paris 1955, ausgezeichnet mit dem Prix Nadar 1955.
- Rosellina Bischof (Hrsg.): Werner Bischof 1916–1954. Basler Druck- und Verlagsanstalt, Basel 1954.
- Werner Bischof, Robert Frank, Pierre Verger: Indios. Manesse, Zürich 1956.
- Rosellina Bischof (Hrsg.): Werner Bischof. Unterwegs. Text: Manuel Gasser. Manesse, Zürich 1957.
  - Werner Bischof, Carnet de Route. Text: Manuel Gasser. Éd. Delpire, Paris 1957.
- Werner Bischof. Das fotografische Werk. Hrsg.: Gewerbemuseum Basel, Basel 1958.
- Rosellina Bischof (Hrsg.): Werner Bischof 1916–1954. Prag 1960.
- Rosellina Bischof (Hrsg.): Werner Bischof, Querschnitt. 48 Photographien. Geleitwort: Manuel Gasser, Text: Henri Cartier-Bresson. Arche, Zürich 1961.
- Werner Bischof. Text von Rosellina Bischof-Burri, Übersetzung: Oswald Ruppen, 1971, Separatdruck aus Photorundschau, Nr. 17/1971.
- Werner Bischof, 1916–1954. Hrsg.: Rosellina Burri-Bischof, René Burri, Übersetzung: Rosellina Burri-Bischof. Grossman Publishers, New York 1974.
- Marco Bischof (Hrsg.): Werner Bischof 1916–1954, Leben und Werk. Benteli, Bern 1990, ISBN 3-7165-0714-8.
- Marco Bischof (Hrsg.): WernerBischofBilder. Fotografien. Text: Simon Maurer. Benteli, Wabern (deutsch) / Steidl Verlag, Göttingen (englisch), 2006, ISBN 3-7165-1441-1.
- Marco Bischof (Hrsg.): Standpunkt. Zum 100. Geburtstag. Scheidegger & Spiess, Zürich 2016, ISBN 978-3-85881-508-8.
- Werner Bischof. Unseen Colour. 184 Seiten, 102 farbige Abbildungen. Verlag Scheidegger & Spiess, Zürich. Hrsg.: Francesca Bernasconi, Ludovica Introini, MASI Lugano in Zusammenarbeit mit Fotostiftung Schweiz. 2023, ISBN 978-3-03942-129-9.

Film
- René Baumann, Marco Bischof: Unterwegs. Werner Bischof. Photograph 51/52. 1987, s/w. 50 Min.

CD-ROM
- Marco Bischof, Carl Philabaum: Werner Bischof. Leben und Werk eines Photographen. 1916–1954. 2003.

## Ausstellungen (Auswahl)
- 2023: Werner Bischof. Unseen Colour, Museo d’arte della Svizzera italiana (MASI), Lugano[7]
- 2022: Werner Bischof - Japan 1951 - 1952, Bildhalle, Zürich, 25.11.2021 – 28.02.2022[8]
- 2018: Werner Bischof – Standpunkt, Museum im Bellpark, Kriens[9]
- 2016: Werner Bischof – Point de vue et Helvetica, Musée de l’Elysée, Lausanne[10]
- 2009: Werner Bischof. El sueño de la verdad, Centro Cultural Borges, Buenos Aires
- 2011: Werner Bischof. The Compassionate Eye, Photographs 1934-1954, Helmond, Gemeentemuseum
- 2008: Werner Bischof – Classics, Museum Haus Ludwig, Saarlouis
- 2007: Werner Bischof. Immagini, Palazzo Magnani, Reggio Emilia,
- 2006: Werner Bischof. Bilder, Helmhaus Zürich